# Thomas J. Richter
Thomas J. Richter (* 15. Juni 1955 in Ost-Berlin) ist ein deutscher Maler und Grafiker.

## Leben und Werk
Der Großvater Richters, Gottfried Richter, war Maler und ebenso der Vater Gottfried Uwe Richter. Richter studierte von 1976 bis 1978 Geschichte und Kunsterziehung an der Karl-Marx-Universität Leipzig und von 1978 bis 1983 Malerei bei Dieter Goltzsche und Dietrich Nosky an der Kunsthochschule Berlin-Weißensee. Seitdem lebt und arbeitet er als Maler und Grafiker in Berlin-Friedrichshagen. 1986 hatte er seine erste Einzelausstellung. 1986/1987 erhielt er einen Porträtauftrag des Magistrats von Berlin, 1987 beteiligte er sich an der künstlerischen Gestaltung des U-Bahnhofs Rosa-Luxemburg-Platz in Berlin. 1988 kaufte die Staatliche Kunstsammlung Cottbus eines seiner Gemälde. 1988/89 entstand in Zusammenarbeit mit dem Bildhauer Martin Wilke (* 1956) die Monumentalskulptur „Schiff zur Rettung der Unschuld der Kunst“, die eine Gesamthöhe von 5,70 m aufweist und als Dauerleihgabe dem Bezirksamt Pankow überlassen wurde und vor dem Amtsgebäude Fröbelstraße in Berlin ihren Platz fand.
Von 1989 bis 1991 war Richter Meisterschüler der Akademie der Künste der DDR (seit 1990: Akademie der Künste) bei Nuria Quevedo. 1997 vermittelte die Ernst-Schroeder-Gesellschaft die Schenkung eines Gemäldes an die Kunstsammlung Neubrandenburg. Zu Richters Arbeit gehören Ausstellungen im In- und Ausland wie auch politisches Engagement in Form von Zeitungsartikeln, Podiumsbeiträgen und angewandter Kunst, u. a. für die jährlich stattfindende Rosa-Luxemburg-Konferenz. Seit 2007 arbeitet er als Künstlerischer Leiter der jW-Ladengalerie der Tageszeitung junge Welt. Mit seinem umfassenden erotischen künstlerischen Werk, zu dem Druckgrafik, Zeichnungen und Gemälde gehören, nimmt Richter eine auffällige Außenseiterposition im zeitgenössischen Kunstgeschehen ein.
Richter war bis 1990 Mitglied des Verbands Bildender Künstler der DDR.

## Kritik
„Aufgewachsen in einer Künstlerfamilie, war Richter nicht nur mit den Gemälden des Großvaters Gottfried Richter vertraut. Auch Werke des mit dem Vater befreundeten Malers Ernst Schroeder und Bronzen von Gustav Seitz gehörten zum Täglichen. All das öffnete den Blick – auf Henri Rousseau und Werner Heldt, Giorgio de Chirico und Arnold Böcklin, auf Carlo Carrà, Ottone Rosai und Niko Pirosmanaschwili. Aus der damit angesprochenen Fülle kunsthistorischer Haltungen lässt sich kein eigenes Bild machen.
Richters Suche nach ‚seinem Bild’ zeigt eine kontinuierliche Entwicklung ohne Zäsuren und schroffe Richtungswechsel.“
(Jörg Makarinus in: Thomas J. Richter. Bilder. Berlin 1998, S. 8)

## Weitere Werke (Auswahl)
- Thüringer Landschaft (1980; Kunstsammlung der Wismut GmbH, Chemnitz)[1]
- Imagination Kulmbach II (90 × 130 cm; Neue Nationalgalerie Berlin, Inv. KM 274)
- Labyrinth (1983, 90 × 120,3 cm; aus der Serie Offene Wände; Pinakothek der Moderne, München, Inv. KM 236)
- Figur vor Landschaft (1986, 122 × 96 cm; Kunstsammlung Neubrandenburg; Inv. 97/11/G)

- Hof am Meer (1984, Öl, 110 × 130 cm)[2]
- Sitzender Akt (1985, Öl, 96 × 79 cm)[3]

- Kleine Bucht (1985, Öl, 100 × 120 cm)[4]
- Zwischen Häusern am Kanal (1986, Öl auf Sperrholz, 90 × 113 cm; Neue Nationalgalerie)[5]
- Große Seebrücke mit Figur (1986, Öl, 121 × 94 cm)[6]

## Ausstellungen (unvollständig)
Einzelausstellungen
- 1987: Galerie Mitte in Berlin

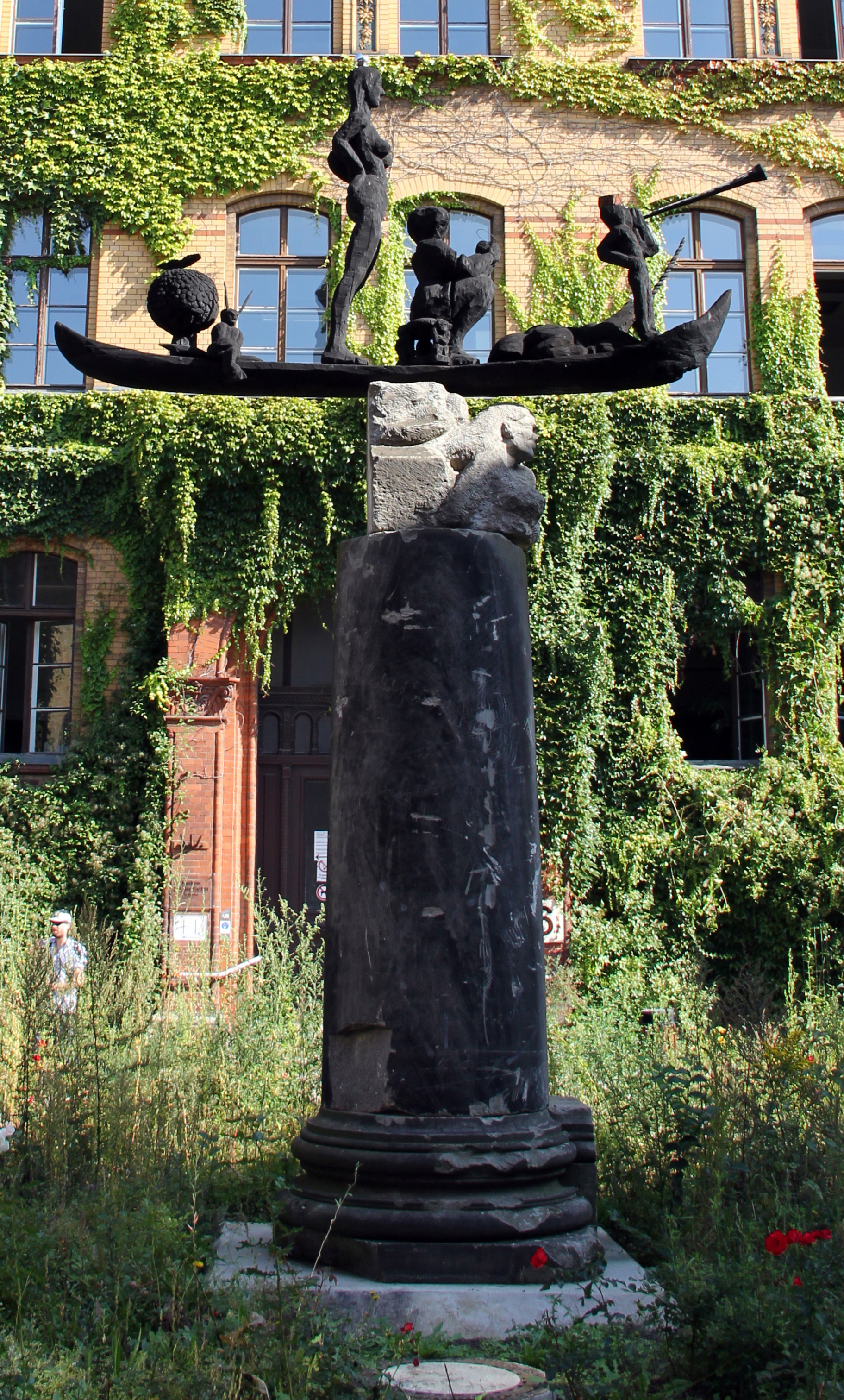
„Schiff zur Rettung der Unschuld der Kunst“
1988/89, Berlin-Prenzlauer Berg

- 1990: Galerie Junge Kunst in Frankfurt/Oder
- 1991: Arts Centre Galway (Irland)
- 1991/1992: Staatliches Museum Schwerin
- 1992: Galerie Alter Markt in Berlin
- 1993: Broekhuis in Enschede (Niederlande)
- 1994: Kurt-Tucholsky-Gedenkstätte in Schloss Rheinsberg
- 1995: Galerie am Prater in Berlin
- 1997: Cafe del Arte in Münster
- 1998: Galerie im Turm in Berlin
- 1998: Kunsthaus Borkam in Trier
- 1999: Galerie am Alten Markt in Rostock
- 2004: XIII. Internationale Buchmesse in Havanna/Kuba
- 2005: Galerie Pohl in Berlin
- 2005: Galerie Alte Schule in Berlin
- 2006: GBM-Galerie in Berlin
- 2010: Galerie Arbeiterfotografie in Köln
- 2011: Vorpommersches Künstlerhaus in Heinrichsruh
- 2011: Galerie Pohl in Berlin (mit Stefan Reichmann)

Gemeinschaftsausstellungen
- 1984: Berlin, Altes Museum („Junge Künstler der DDR“)
- 1986: Berlin, Ausstellungszentrum am Fernsehturm („Erste Ausstellung Berliner Junger Künstler“)
- 1986 und 1989: Berlin, Bezirkskunstausstellung
- 1987: Berlin, Ephraim-Palais („Das Bild der Stadt Berlin von 1945 bis zur Gegenwart“)
- 1987: Paris, Kulturzentrum der DDR ("Tempéraments - jeunes artists de Berlin")
- 1987: Leonhardimuseum in Dresden
- 1987/1988: Dresden, X. Kunstausstellung der DDR
- 1988: Moskau ("Kunst in Berlin")
- 1988: Nord-West in Schloss Plüschow in Mecklenburg
- 1989: Berlin, Ausstellungszentrum am Fernsehturm („Zweite Ausstellung Berliner Junger Künstler“)
- 1989: Berlin, Nationalgalerie („Konturen. Werke seit 1949 geborener Künstler der DDR“)
- 1989: Diomede-Projekt in PS 1 in New York (mit Martin Wilke, Martin Colden, Jürgen Köhler)
- 1990: Beteiligung am Skulpturenpark Herzogin Diane in Althausen
- 1994: Zu dritt in studio bildende kunst baumschulenweg in Berlin (mit Lutz Kommallein und Astrid Mosch)
- 2003: Alles Richter in Galerie Pohl in Berlin
- 2005: Kunstlandschaft: Garten in Galerie Alte Schule, Kulturzentrum Adlershof, Berlin
- 2008: Selbstportraits aus 30 Jahren in Galerie Mitte in Berlin
- 2011: Zehn Berliner Malerinnen und Maler in Klostergalerie in Zehdenick

## Schriften
- mit Christian Geissler: schattenschrift schriftschatten. und Figurentheater. In: Die Horen. Nr. 216, 2004, S. 142–156.
- Peter Hacks: Heile Welt. Liebesgedichte. Hg. von Heike Friauf. Mit Grafiken von Thomas J. Richter. Eulenspiegel Verlag, Berlin 2007.
- Künstlerbuch Zwei Lieder. von Peter Hacks. Andante Handpresse, Berlin 2007.
- Künstlerbuch Frage. Holzschnitte zu einem Gedicht von Peter Hacks. Andante Handpresse, Berlin 2008.
- Eros und Politik. Wider die Entfremdung des Menschen. Hg. von Heike Friauf. Mit Texten von Leo Kofler, Peter Hacks, Werner Seppmann und Bildern und Graphiken von Thomas J. Richter. Pahl-Rugenstein, Bonn 2008.
- Das erste dialektisch-melancholische Kunstbuch zur DDR-Geschichte. Künstlerbuch von Thomas J. Richter. Berlin 2009.